# Nora Lane
Pour les articles homonymes, voir Lane.
Nora Lane (nom de scène de Nora Schilling), née le 12 septembre 1905 à Chester (Illinois) et morte le 16 octobre 1948 à Glendale (Californie), est une actrice américaine.

## Biographie

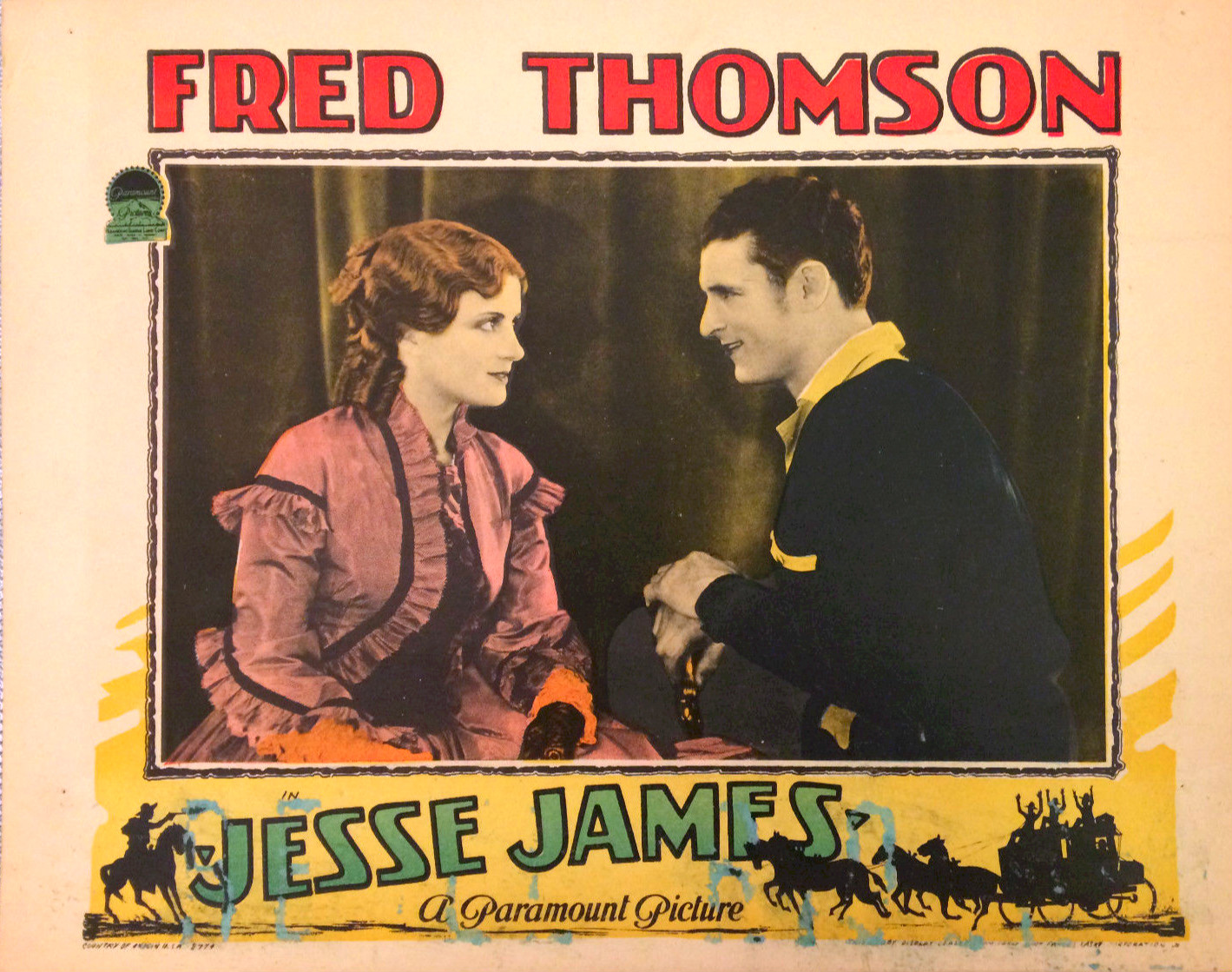
Poster pour L'Insurgé (1927), avec Nora Lane et Fred Thomson

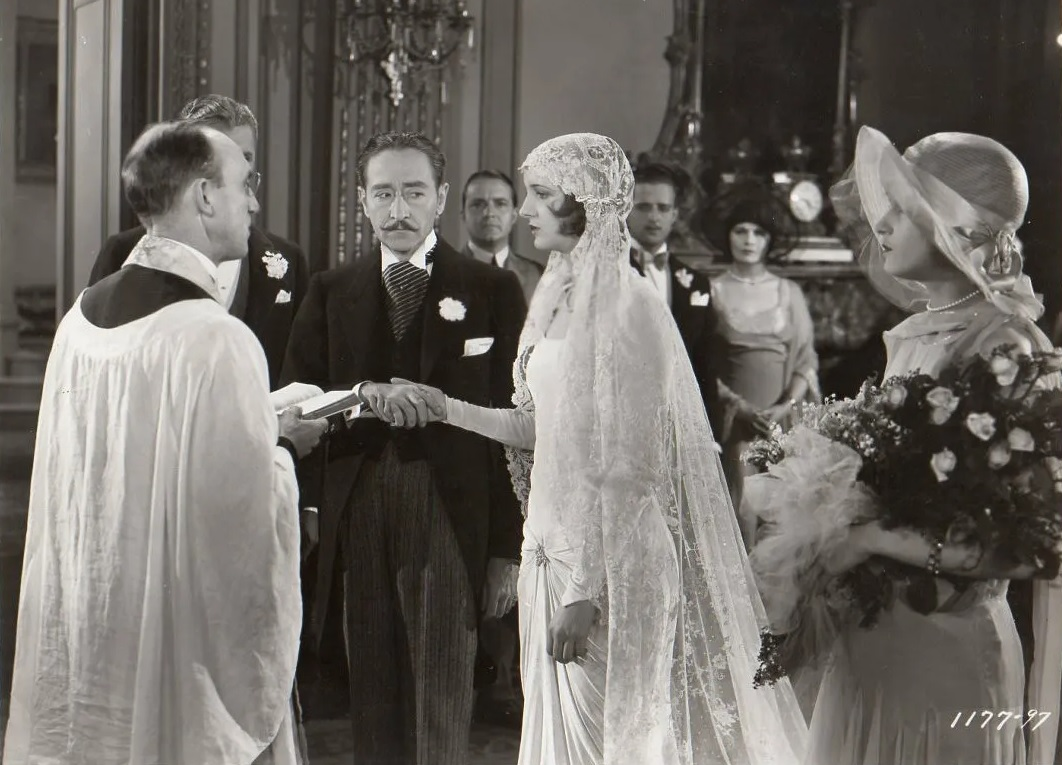
En mariée, avec Adolphe Menjou, dans Marquis Preferred (1929)

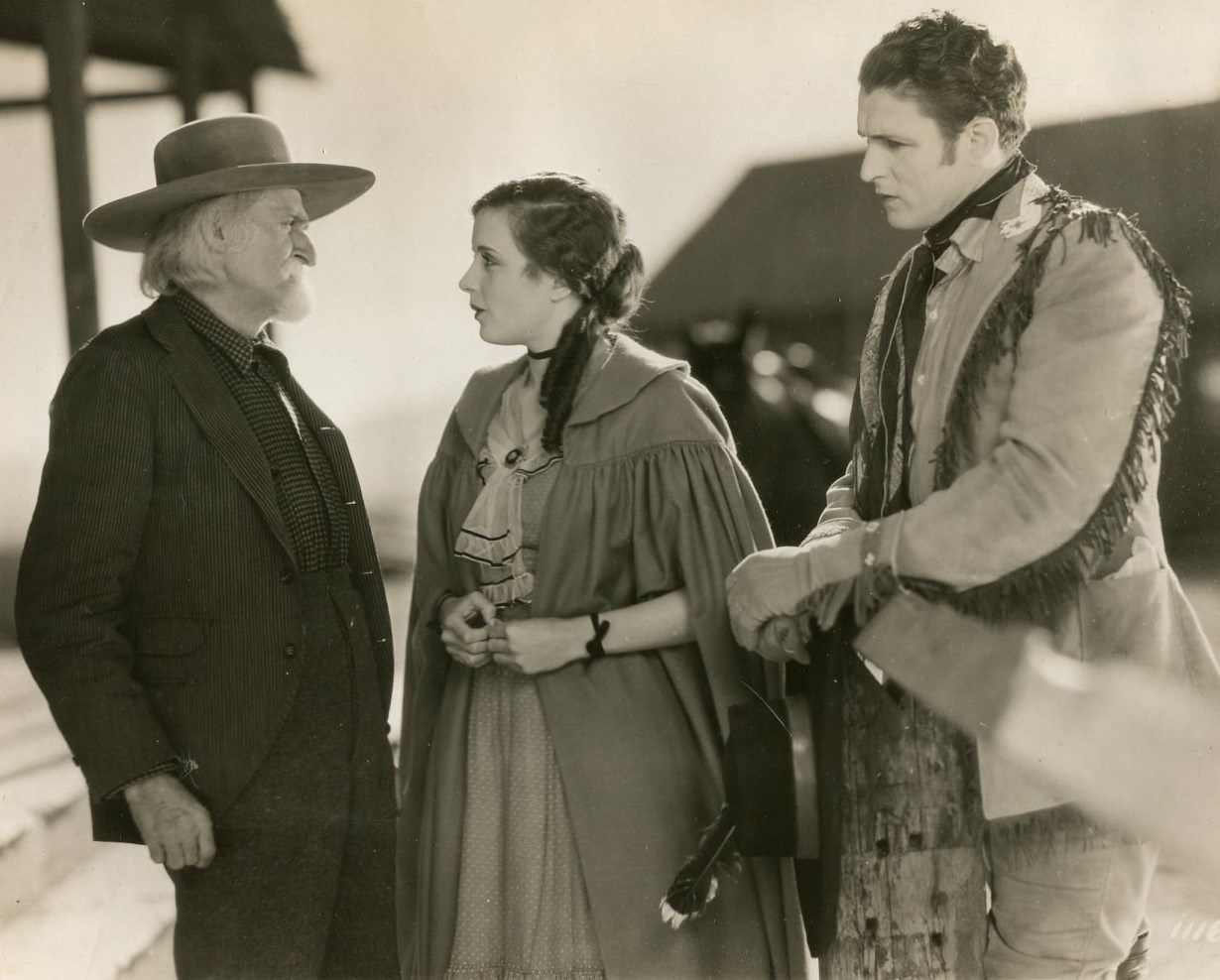
William Courtright, Nora Lane et Fred Thomson (de g. à d.), dans Sur les pistes du Sud (1928)

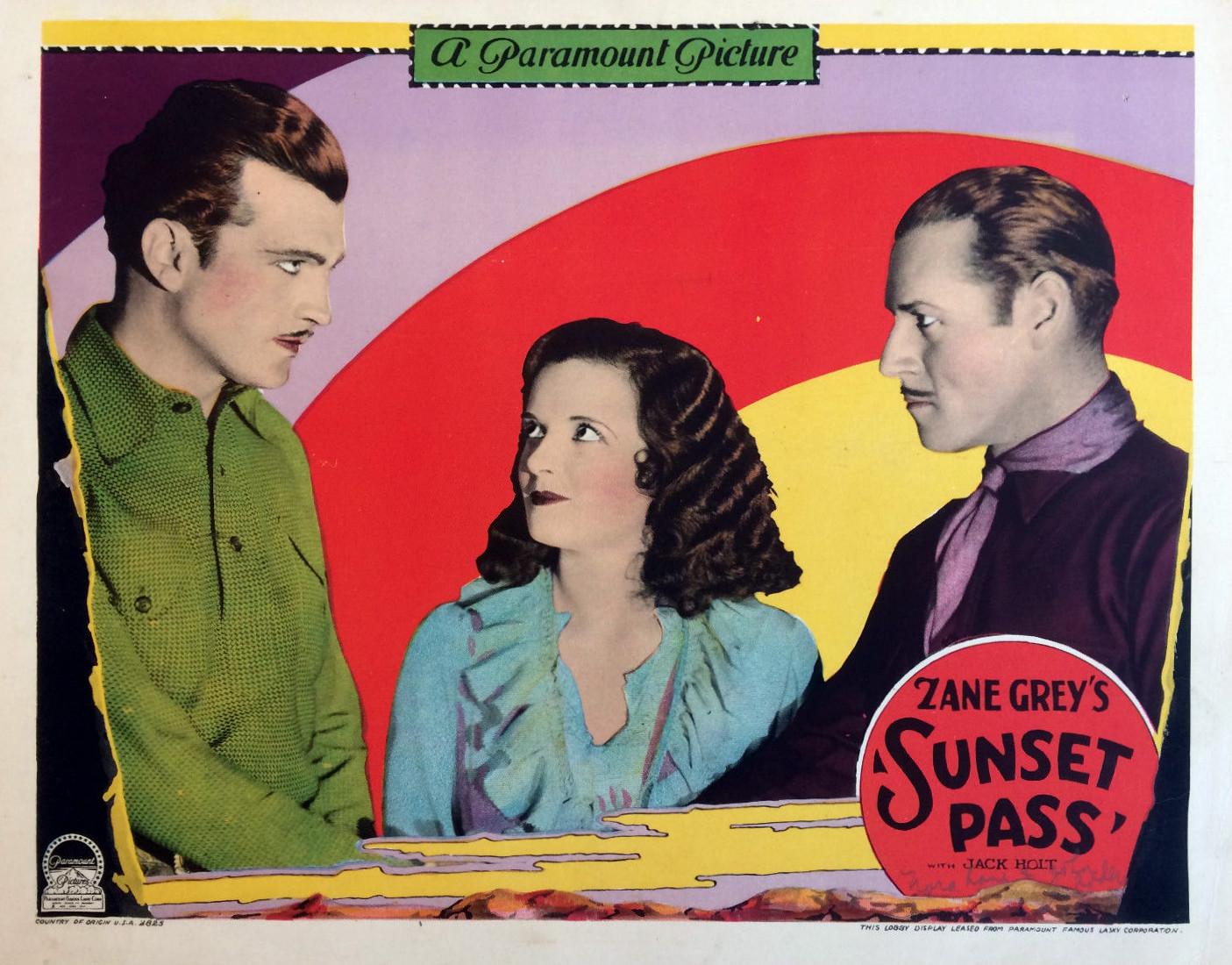
Poster pour Sunset Pass (1929), avec John Loder, Nora Lane et Jack Holt (de g. à d.)

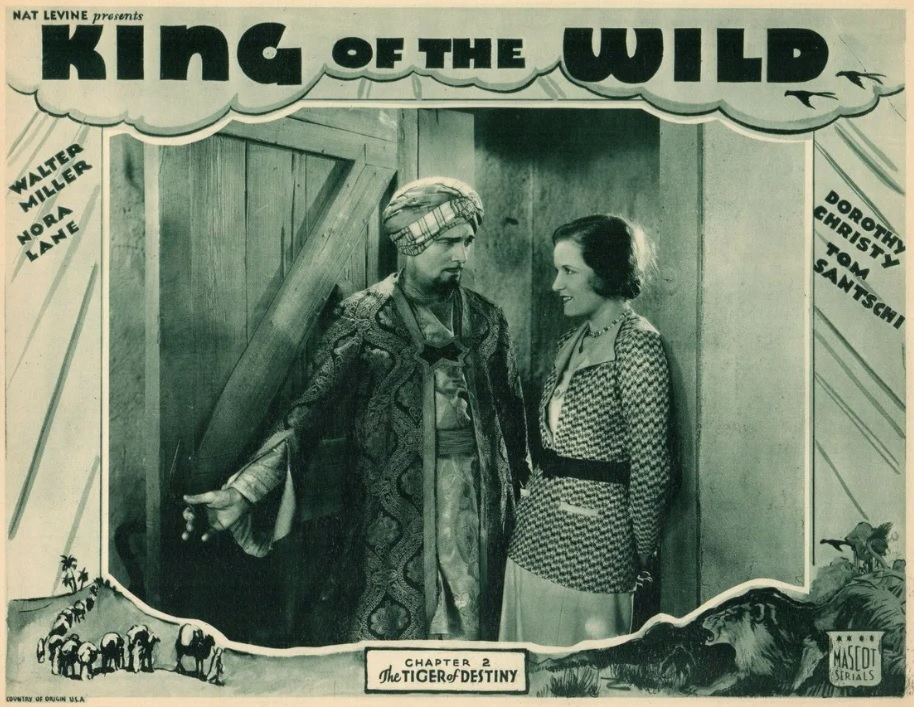
Poster pour King of the Wild (1931),
avec Tom Santschi et Nora Lane

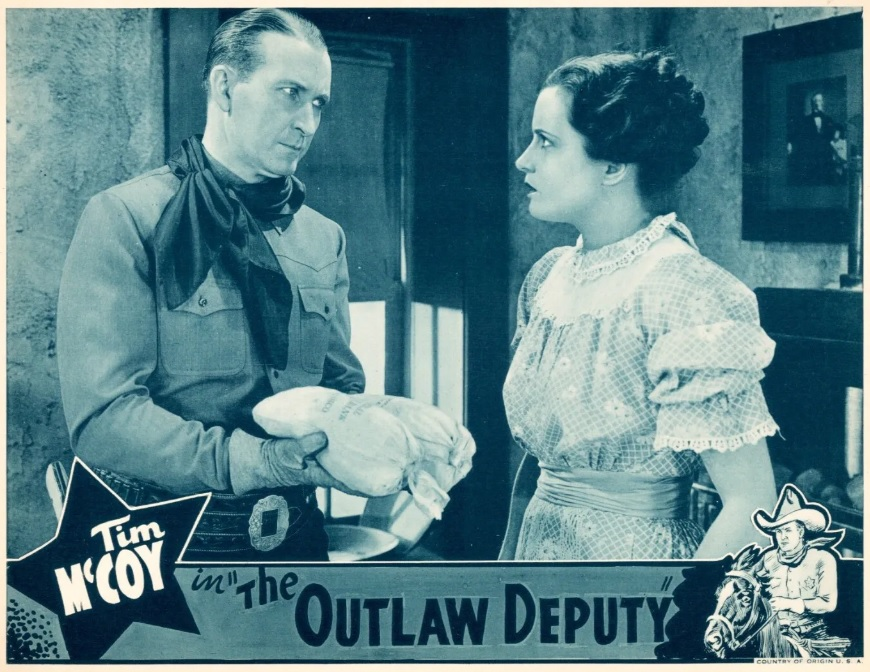
Poster pour The Outlaw Deputy (1935),
avec Tim McCoy et Nora Lane

Fille de Louis et Mary Schilling, elle s'oriente vers le cinéma, où elle débute sous le nom de Nora Lane à la fin de la période du muet. Ses quatre premiers films sortent en 1927, dont le western (genre auquel elle contribue souvent) L'Insurgé (en) de Lloyd Ingraham (1927, avec Fred Thomson et Montagu Love). Suivent dix autres films américains muets, notamment Sur les pistes du Sud de Lloyd Ingraham et Alfred L. Werker (1928, avec Fred Thomson et Tom Wilson) et Sunset Pass d'Otto Brower (1929, avec Jack Holt et John Loder).
Ses deux premiers films parlants sont One Hysterical Night (en) de William J. Craft (avec Reginald Denny et Walter Brennan) et Sally de John Francis Dillon (avec Marilyn Miller et Joe E. Brown), également sortis en 1929. Parmi ses soixante-huit autres films américains parlants, citons Jimmy the Gent de Michael Curtiz (1934, avec James Cagney et Bette Davis) et le western L'Homme caché de Lesley Selander (1942, avec William Boyd et Andy Clyde).
Retirée définitivement de l'écran après trois derniers films sortis en 1944 (dont Alerte aux marines d'Edward Ludwig, avec John Wayne et Susan Hayward), Nora Lane se suicide par arme à feu le 16 octobre 1948, à 43 ans, ne supportant pas de survivre à son mari Burdette Henney (épousé en 1941), mort brutalement d'une crise cardiaque un mois auparavant.
Elle est inhumée au Forest Lawn Memorial Park de Glendale, sa ville de décès.

## Filmographie partielle

### Période du muet (1927-1929)
- 1927 : L'Insurgé (en) (Jesse James) de Lloyd Ingraham : Zerelda Mimms
- 1928 : Sur les pistes du Sud (The Pioneer Scout) de Lloyd Ingraham et Alfred L. Werker : Mary Baxter
- 1928 : Amour d'indienne (Kit Carson) de Lloyd Ingraham et Alfred L. Werker : Josefa
- 1928 : A Night of Mystery de Lothar Mendes : Thérèse D'Egremont
- 1929 : Sunset Pass d'Otto Brower : Leatrice Preston
- 1929 : Marquis Preferred (en) de Frank Tuttle : Peggy Winton

### Période du parlant (1929-1944)
- 1929 : One Hysterical Night (en) de William J. Craft : l'infirmière Joséphine
- 1929 : Sally de John Francis Dillon : Marcia
- 1930 : Rain or Shine de Frank Capra : Grace Conway
- 1930 : Madame Satan (Madam Satan) de Cecil B. DeMille : une invitée au bal
- 1931 : Young Sinners de John G. Blystone : Maggie McGuire
- 1931 : Cisco Kid (The Cisco Kid) d'Irving Cummings : Sally Benton
- 1931 : Maman (Over the Hill) d'Henry King : l'institutrice
- 1931 : Le Roi de la jungle (King of the Wild) de B. Reeves Eason et Richard Thorpe (serial) : Muriel Armitage
- 1932 : Dance Team de Sidney Lanfield : Jane Boyden
- 1932 : After Tomorrow de Frank Borzage : Florence Blandy
- 1932 : Disorderly Conduct de John W. Considine Jr. : Gwen Fiske
- 1934 : Jimmy the Gent de Michael Curtiz : Sarah Posy Barton
- 1935 : The Outlaw Deputy (en) d'Otto Brower : Joyce Rutledge
- 1936 : La Petite Provinciale (Small Town Girl) de William A. Wellman et Robert Z. Leonard : Cissie
- 1937 : Le Retour d'Hopalong (en) (Hopalong Rides Again) de Lesley Selander : Nora Blake
- 1938 : Six-Gun Trail (en) de Sam Newfield : Midge
- 1938 : L'Invincible Cassidy (en) (Cassidy of Bar 20) de Lesley Selander : Nora Blake
- 1940 : City of Chance (en) de Ricardo Cortez : Dorothy Grainger
- 1940 : Les Renégats du Texas (en) (Texas Renegades) de Sam Newfield : Ruth Rand
- 1941 : La vie commence pour André Hardy (Life Begins for Andy Hardy) de George B. Seitz : Mlle Howard
- 1942 : Blue, White and Perfect d'Herbert I. Leeds : une vendeuse
- 1942 : L'Homme caché (Undercover Man) de Lesley Selander : Doña Louise Saunders
- 1944 : Alerte aux marines (The Fighting Seabees) d'Edward Ludwig : Kitty
- 1944 : Atlantic City de Ray McCarey : l'épouse du sénateur